# Gliszczyński IV
Gliszczyński IV (Spod-Gliszczyński, Księżyc odmienny, albo Leliwa odmienny, błędnie Gliszezijnski) – kaszubski herb szlachecki, według Przemysława Pragerta odmiana herbu Księżyc lub Leliwa.

## Opis herbu
Opis z wykorzystaniem zasad blazonowania, zaproponowanych przez Alfreda Znamierowskiego:
W polu czerwonym półksiężyc złoty z takąż gwiazdą w środku. Klejnotu i hełmu brak, bezpośrednio nad tarczą korona. Labrów brak.

## Najwcześniejsze wzmianki
Herb, przytaczany przez Żernickiego (Der polnische Adel, Die polnischen Stamwappen), pochodzi z malowidła na szkle z 1720 w kościele w Swarzewie oraz pieczęć z literami IG, opisana jako Sz. Spod-Gliszczyński.

## Rodzina Gliszczyński
Rodzina szlachecka z Gliśna Wielkiego lub Małego. W rzeczywistości Gliszczyńscy to wiele odrębnych rodów, które siedząc w jednej wsi, przyjęły takie samo nazwisko odmiejscowe. Tego konkretnie herbu używali Gliszczyńscy z przydomkiem Spod  

## Herbowni
Gliszczyński (błędnie Gliszezijnski) z przydomkiem Szpot (Spod) lub bez przydomka. Gałąź rodziny która opuściła Małe Gliśno  miała też używać wariantu z dwoma gwiazdami, ale nie wiadomo w jakim układzie. Rodzinie tej przypisywano też herb Szpot i z nim jest ona bardziej znana. Szpot Gliszczyńcy  drugą część nazwiska mają od Miejscowości Małe Gliśno  w której mieszkali. Protoplastą Szpot Gliszczyńskich  był Jerzy Szpot który w 1526 roku otrzymuje potwierdzenie praw majątkowych w Małym Gliśnie  przez króla Zygmunta Starego, dokument znajduje się w archiwum akt dawnych w Warszawie. Szpotowie w Małym Gliśnie byli wraz z wojewodą Pomorskim Mikołajem Szpotem pierwszymi Szpotami na Pomorzu.Zbigniew Leszczyc w swoim herbarzu wydanym w 1908 roku dołącza Szpot  Gliszczyńskich do gałęzi Sandomierskich Szpotów.
Istniało wiele innych gałęzi tej rodziny, używających innych herbów. Pełna lista herbów Gliszczyńskich dostępna w haśle Gliszczyński III.